# Bisbat de San Miguel (El Salvador)
El bisbat de San Miguel (castellà: Diócesis de San Miguel, llatí: Dioecesis Sancti Michaelis) és una seu de l'Església Catòlica a El Salvador, sufragània de l'arquebisbat de San Salvador. Al 2014 tenia 871.500 batejats sobre una població de 1.253.100 habitants. Actualment està vacant.

## Territori
La diòcesi comprèn els departaments salvadorenys de La Unión, Morazán i gran part del departament de San Miguel.
La seu episcopal és la ciutat de San Miguel, on es troba la catedral de Nostra Senyora Reina de la Pau.
El territori s'estén sobre 4.993 km², i està dividit en 47 parròquies.

## Història
La diòcesi va ser erigida l'11 de febrer de 1913, prenent el territori de l'arquebisbat de San Salvador.
El 2 de desembre de 1954 cedí una porció del seu territori per a l'erecció del bisbat de Santiago de María.

## Cronologia episcopal
- Juan Antonio Dueñas y Argumedo † (1 d'agost de 1913 - 3 de juliol de 1941 mort)
- Miguel Ángel Machado y Escobar † (25 de setembre de 1942 - 10 de gener de 1968 renuncià)
- Lorenzo Michele Joseph Graziano, O.F.M. † (10 de gener de 1968 - 27 de juny de 1969 renuncià)
- José Eduardo Álvarez Ramírez, C.M. † (9 de desembre de 1969 - 10 d'abril de 1997 jubilat)
- Romeo Tovar Astorga, O.F.M. (10 d'abril de 1997 - 12 de maig de 1999 nomenat bisbe de Santa Ana)
- Miguel Ángel Morán Aquino (19 de juliol de 2000 - 9 de febrer de 2016 nomenat bisbe de Santa Ana)

## Estadístiques
A finals del 2014, la diòcesi tenia 871.500 batejats sobre una població de 1.253.100 persones, equivalent al 69,5% del total.
| any  | població | població  | població | sacerdots | sacerdots       | sacerdots       | sacerdots             | diaques | religiosos | religiosos | parròquies |
| ---- | -------- | --------- | -------- | --------- | --------------- | --------------- | --------------------- | ------- | ---------- | ---------- | ---------- |
| any  | batejats | total     | %        | total     | clergat secular | clergat regular | batejats por sacerdot | diaques | homes      | dones      |            |
| 1950 | 556.083  | 556.783   | 99,9     | 25        | 22              | 3               | 22.243                |         | 13         | 22         | 28         |
| 1966 | 478.674  | 491.879   | 97,3     | 20        | 17              | 3               | 23.933                |         | 14         | 39         | 21         |
| 1968 | 603.982  | 627.314   | 96,3     | 38        | 28              | 10              | 15.894                |         | 22         | 52         | 24         |
| 1976 | 580.875  | 603.319   | 96,3     | 12        | 3               | 9               | 48.406                |         | 27         | 42         | 24         |
| 1980 | 587.900  | 613.000   | 95,9     | 24        | 17              | 7               | 24.495                |         | 16         | 31         | 23         |
| 1990 | 684.000  | 662.000   | 103,3    | 34        | 28              | 6               | 20.117                |         | 13         | 31         | 23         |
| 1999 | 796.000  | 825.000   | 96,5     | 52        | 48              | 4               | 15.307                |         | 11         | 34         | 37         |
| 2000 | 792.000  | 825.000   | 96,0     | 53        | 49              | 4               | 14.943                |         | 7          | 39         | 39         |
| 2001 | 600.000  | 1.000.000 | 60,0     | 49        | 45              | 4               | 12.244                |         | 10         | 35         | 42         |
| 2002 | 600.000  | 942.800   | 63,6     | 50        | 45              | 5               | 12.000                |         | 10         | 38         | 42         |
| 2003 | 610.000  | 1.100.000 | 55,5     | 57        | 50              | 7               | 10.701                |         | 8          | 44         | 43         |
| 2004 | 940.000  | 1.115.000 | 84,3     | 56        | 50              | 6               | 16.785                | 1       | 7          | 43         | 42         |
| 2010 | 862.350  | 1.235.000 | 69,8     | 61        | 55              | 6               | 14.136                |         | 49         | 71         | 44         |
| 2014 | 871.500  | 1.253.100 | 69,5     | 70        | 63              | 7               | 12.450                |         | 12         | 82         | 47         |